# Миколай (Пирський)
Микола Пирський (7 (19) квітня 1857, село Солошине, Кобеляцький повіт, Полтавська губернія  — 9 червня 1935, Полтава) — український педагог та церковний історик, діяч синодального православ'я на Прилуччині та Полтавщині, член Прилуцької міської думи та депутат II Дрежавної Думи Російської імперії. Опікун пенітенціарних установ. Після  окупації УНР з боку Росії — єпископ Української Синодальної Церкви з титулом «Балтський та Молдовський», також Російської православної церкви Московської патріархії, яка призначила його архієпископом Полтавським.

## Життєпис

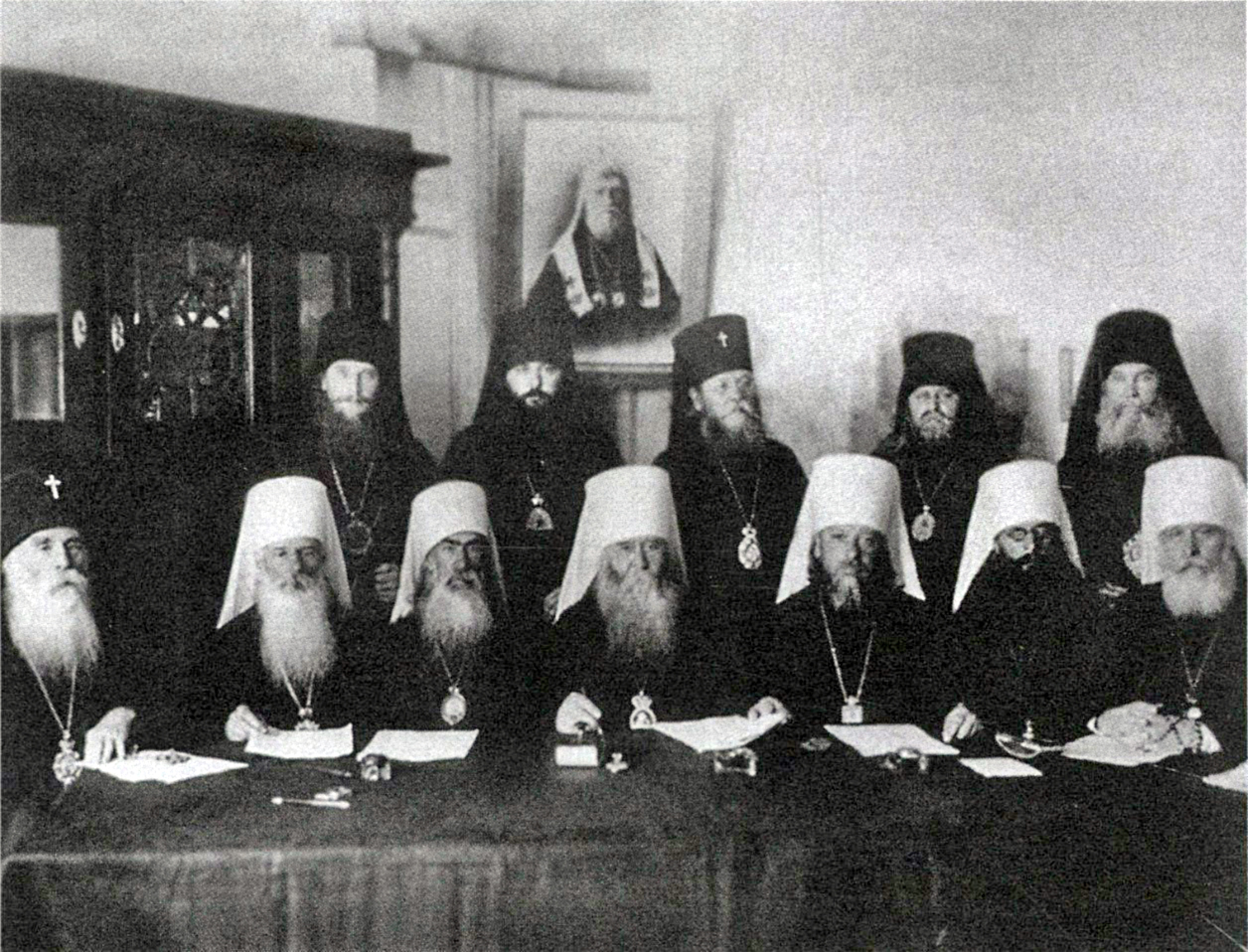
Засідання Тимчасового Патріаршого Священного Синоду («тихоновців») 1932. Архієпископ Микола Пирський (сидить ліворуч). Далі митрополити Павло, Нікандр, Сергій, Алексій, Анатолій, Костянтин. Стоять (зліва направо) єпископ Павич, архієпископи Питирим і Павло, єпископи Даниїл та Петро

1877 закінчив Полтавську духовну семінарію, після чого до 1880 працював народним учителем.
2 листопада 1880 висвячений у сан священика і призначений настоятелем храму Різдва Богородиці в його рідному селі Солошине та законовчителем Дейнеківського народного училища та Солошинської церковно-парафіяльної школи .
З 1886 — законовчитель Солошинської школи грамоти.
З 1887 — окружний спостерігач церковних шкіл.
З 1888 – товариш (заступник) голови Кобеляцького повітового відділення Полтавської єпархіальної училищної ради, потім настоятель храму Іоанна Предтечі у Прилуці Полтавської губернії, прилуцький повітовий наглядач церковних шкіл, член Прилуцької міської думи від духовенства.
27 липня 1899 призначений кліриком Хрестовоздвиженського собору в Кобеляках та благочинним Кобеляцьких міських церков. 1905 призначений настоятелем цього собору зі зведенням у сан протоієрея.
З жовтня 1908 — штатний законовчитель Кобеляцької чоловічої гімназії.
У 1890-х — 1900-х опублікував у «Полтавських єпархіальних відомостях» низку статей з історії храмів та населених пунктів Полтавської губернії. Голова Кобеляцького відділу «Союзу російського народу». Організатор відділів «Русского собрания» у Полтавській губернії. Землевласник (100 десятин церковної землі).
11 лютого 1907 обраний до другої Державної Думи від загального складу виборників Полтавських губернських виборчих зборів. Входив у групу помірковано правих. У загальних засіданнях другої думи не виступав.
Після розпуску другої державної думи стає гласним Кобеляцького повітового земства від духовного відомства, головою Кобеляцького повітового відділення Полтавської єпархіальної училищної ради, директором Кобеляцького повітового Опікунського відділення, що піклувалося про в'язниці, та законовчителем Кобеляцької чоловічої і жіночої міських гімназій.
Овдовів, прийняв чернечий постриг.

### Після окупації УНР
Після остаточної окупації УНР з боку російських большевиків, вдався до боротьби з українських церковним автокефальним рухом. Зокрема, після створення ієрархії УАПЦ у жовтні 1921 року, перейшов до активних антицерковних дій. Так, перебував 2 — 5 вересня 1922 на зустрічі єпископів новоствореної Московської патріархії, де прийнято стратегію опору УАПЦ — «у зв'язку з поширенням розколів самосвятського і обновленського, про необхідність збільшення числа вікаріатств єпархії Полтавської єпархії для боротьби з ними», серед яких був створений Кобеляцький.
3 січня 1923 в Полтаві спішно хіротонізований з титулом єпископа «Кобеляцького та Кременчуцького», вікарія Полтавської єпархії Московської патріархії РПЦ.  Хіротонію здійснили архієпископ Григорій Лісовський, єпископ Петро Кірєєв і Феофіл Булдовський.
У лютому того ж року відцурався від шовіністичної секти патріарха Тихона і став архієреєм Української Синодальної Церкви, автокефалію якої визнала Православна Російська Церква (так звані «обновленці»). У помсту за це «тихоновський» екзарх України Михаїл Єрмаков заборонив його у священнослужінні, але владика Миколай не зважав на це. Щоправда невдовзі знову перейшов до московського Патріарха Тихона, але потім знову повернувся до УСЦ.
У травні 1925 брав участь у роботі Другого всеукраїнського помісного собору Української Синодальної Церкви (автокефальної). А вже у червні 1925 призначений єпископом Балтським та Молдовським Української Синодальної Церкви  зі зведенням у сан архієпископа.
У грудні 1925 покинув каефдру у Балті й долучився до автокефального архієпископа Полтавського Григорія Лісовського як вікарного єпископа Кобеляцького та Кременчуцького з кафедрою в Хрестовоздвиженському соборі Кобеляків.
У березні 1927 після смерті архієпископа Григорія Лісовського зробив невдалу спробу повернутися у відання Всеросійського синоду Православної Російської Церкви.
У травні 1928 попросився до «тихонівця» митрополита Сергія Страгородського і призначений ним єпископом Роменським РПЦ, вікарієм Полтавської єпархії Московської патріархії.
В 1931 призначений правлячим архієпископом Новоград-Волинським і керуючим Волинською єпархією Московської патріархії.
У розпал Голодомору, 13 травня 1932, призначений архієпископом Полтавським МП з катедрою в храмі святого Макараія міста Полтави. Був очевидцем масових убивств голодом українців з боку комуністів, але даних про якісь протести з боку єпископа-«тихонівця» не зафіксовано.
Помер 9 червня 1935. Могила діяча російських православних деномінацій знаходиться на старому монастирському цвинтарі біля Полтавського Хрестовоздвиженського монастиря поруч із могилою ще одного російського єпископа Іларіона Юшенова.